# Astyanax (Lucio Accio)
Astianatte (in latino Astyanax) è una cothurnata perduta dello scrittore romano Lucio Accio. Traeva ispirazione dal ciclo troiano, narrando la morte di Astianatte, figlio del principe troiano Ettore e di Andromaca.